# Ksenia Sankovitj
Ksenia Sankovitj, född den 27 juli 1990 i Minsk, Vitryssland, är en vitrysk gymnast.
Hon var med och tog OS-silver i trupp i rytmisk gymnastik i samband med de olympiska gymnastiktävlingarna 2012 i London.
Hon tog även OS-brons i trupp i rytmisk gymnastik i samband med de olympiska gymnastiktävlingarna 2008 i Peking.